# Nicòpolis d'Egipte
Nicòpolis (en llatí Nicopolis, en grec antic Νικόπολις) era una ciutat d'Egipte fundada per August l'any 24 aC, prop d'Alexandria, a uns quilòmetres a l'oest a la vora del canal que connectava amb el Canop, un braç del Nil, al mateix lloc on havia obtingut la darrera victòria sobre els partidaris de Marc Antoni. La ciutat es va planificar ambiciosament però la construcció completa mai no es va fer. Es va construir un amfiteatre, un diaulos (δίαυλος) o estadi el doble de llarg que els habituals, temples i altres edificis; va establir uns Jocs Quinquennals per commemorar la victòria, i es va emetre moneda, però no va passar mai de suburbi d'Alexandria i va desaparèixer de la història abans de cent anys de la seva fundació perquè mai no va poder competir amb la bona situació d'Alexandria. Plini el Vell esmenta una petita ciutat anomenada Juliopolis, que segurament era la mateixa ciutat.